# Providence (film, 1977)
Pour les articles homonymes, voir Providence.
Pour plus de détails, voir Fiche technique et Distribution.
Providence est un film franco suisse d'Alain Resnais sorti en 1977.

## Synopsis
Le film s'ouvre sur le portail d'un domaine boisé, sur lequel on peut lire « Providence ». Pendant une nuit d'ivresse, Clive, un vieil homme malade, que l'on découvre être écrivain, va mélanger ses fantasmes à la réalité, avec les membres de sa propre famille ; il ne cesse de boire du vin de Chablis. Au début, tout est relativement clair, mais au fur et à mesure que la nuit avance, tout devient confus ; des personnages surgissent dans la scène quand l'écrivain ne le souhaite pas. Clive souffre du manque de son épouse dont on apprend qu'elle s'est suicidée.
Au matin, Clive apprend qu'il a été soigné par ses deux domestiques et que c'est aujourd'hui son anniversaire, le jour de ses 78 ans. Il attend sa famille. C'est alors que surgissent les différents personnages rêvés, son fils et sa femme, ainsi que son fils naturel, et tous les quatre, ainsi que les domestiques, se retrouvent pour le repas en exterieur, table dressée face au parc du château.
La journée s'achève et Clive demande à tous de partir sans faire de cérémonie.

## Fiche technique
- Titre : Providence
- Réalisation : Alain Resnais, assisté de Florence Malraux, Guy Pinon et John Lvoff
- Scénario, adaptation et dialogues : David Mercer
- Images : Ricardo Aronovitch
- Décors : Jacques Saulnier
- Montage : Albert Jurgenson
- Musique : Miklós Rózsa
- Son : René Magnol et Jacques Maumont
- Production : Michel Choquet, Antoine Gannage
- Production exécutive : Philippe Dussart
- Production déléguée : Yves Gasser, Klaus hellwig, Yves Perrot
- Société de production : Action Films, SFP, FR3, Citel Films (Franco-Suisse)
- Distribution : C.C.F.C
- Début du tournage le 13 avril 1976
- Format : couleur (Eastmancolor) - 35 mm - Son mono
- Genre : comédie dramatique
- Durée : 110 minutes
- Dates de sortie : 
  - États-Unis : 25 janvier 1977
  - France : 9 février 1977
- Affiche : René Ferracci (France)

## Distribution
- Dirk Bogarde (VF : François Périer) : Claude Langham
- John Gielgud (VF : Claude Dauphin) : Clive Langhman
- Ellen Burstyn (VF : Nelly Borgeaud) : Sonia Langhman
- David Warner (VF : Gérard Depardieu) : Kevin Woodford
- Denis Lawson : Dave Woodford, le footballeur
- Elaine Stritch (VF : Suzanne Flon) : Molly Langham / Helen Wiener
- Samson Fainsilber : Le vieil homme de la forêt
- Tanya Lopert : Miss Lister, la secrétaire
- Kathryn Leigh Scott (VF : Marie-Hélène Breillat) : Miss Boon, la jeune femme de l'agence
- Cyril Luckham (VF : Daniel Lecourtois) : Docteur Mark Edington
- Milo Sperber (VF : Guy Piérauld) : Mr Jenner, le tailleur
- Peter Arne (VF : Dominique Rozan) : Nils, l'intendant
- Anna Wing (VF : Nane Germon) : Karen, la servante
- Joseph Pittoors : Le vieillard au carrefour
- Françoise Vaxelaire : La fille à l'aéroport

## Distinctions
- César du meilleur film
- César du meilleur réalisateur pour Alain Resnais
- César du meilleur scénario original ou adaptation écrit par David Mercer
- César de la meilleure musique écrite pour un film écrite par Miklós Rózsa
- César du meilleur décor pour Jacques Saulnier
- César du meilleur son pour René Magnol et Jacques Maumont
- César du meilleur montage pour Albert Jurgenson
- Prix Méliès en 1977

## Commentaires
Le film décrit le processus de la création littéraire.
Alain Resnais joue à la fois sur le terme providence et sur la ville américaine Providence, lieu de naissance de Lovecraft, auteur de fantastique qui inspire ici en partie sa réflexion. À travers un écrivain vieux et malade qui imagine une histoire à partir de sa propre famille, Resnais montre les essais et les retouches d'un processus de création.
Un autre thème du film est une illustration critique et ludique de la psychanalyse, à travers sa représentation en direct et l'évocation des frustrations des personnages, aussi bien que ceux du spectateur. Plus généralement, la mémoire, sa façon de reconstruire et de déformer des expériences vécues ou fantasmées, sont l'enjeu indirect mais omniprésent de Providence.
Les scènes en décors naturels de villes ont été tournées en Belgique, à Bruxelles, Louvain et Anvers. Un bref passage se situe à la Chapelle expiatoire à Paris. La villa du film correspond au château de Montméry, près d'Ambazac (Haute-Vienne).
Dans la demeure de l'écrivain, on apercevoit un tableau de H. R. Giger, The Portrait of Li Tobler, le peintre est d'ailleurs cité dans le générique.